# Platycerium andinum
Platycerium andinum är en stensöteväxtart som beskrevs av Bak. Platycerium andinum ingår i släktet Platycerium och familjen Polypodiaceae. Inga underarter finns listade.

## Bildgalleri

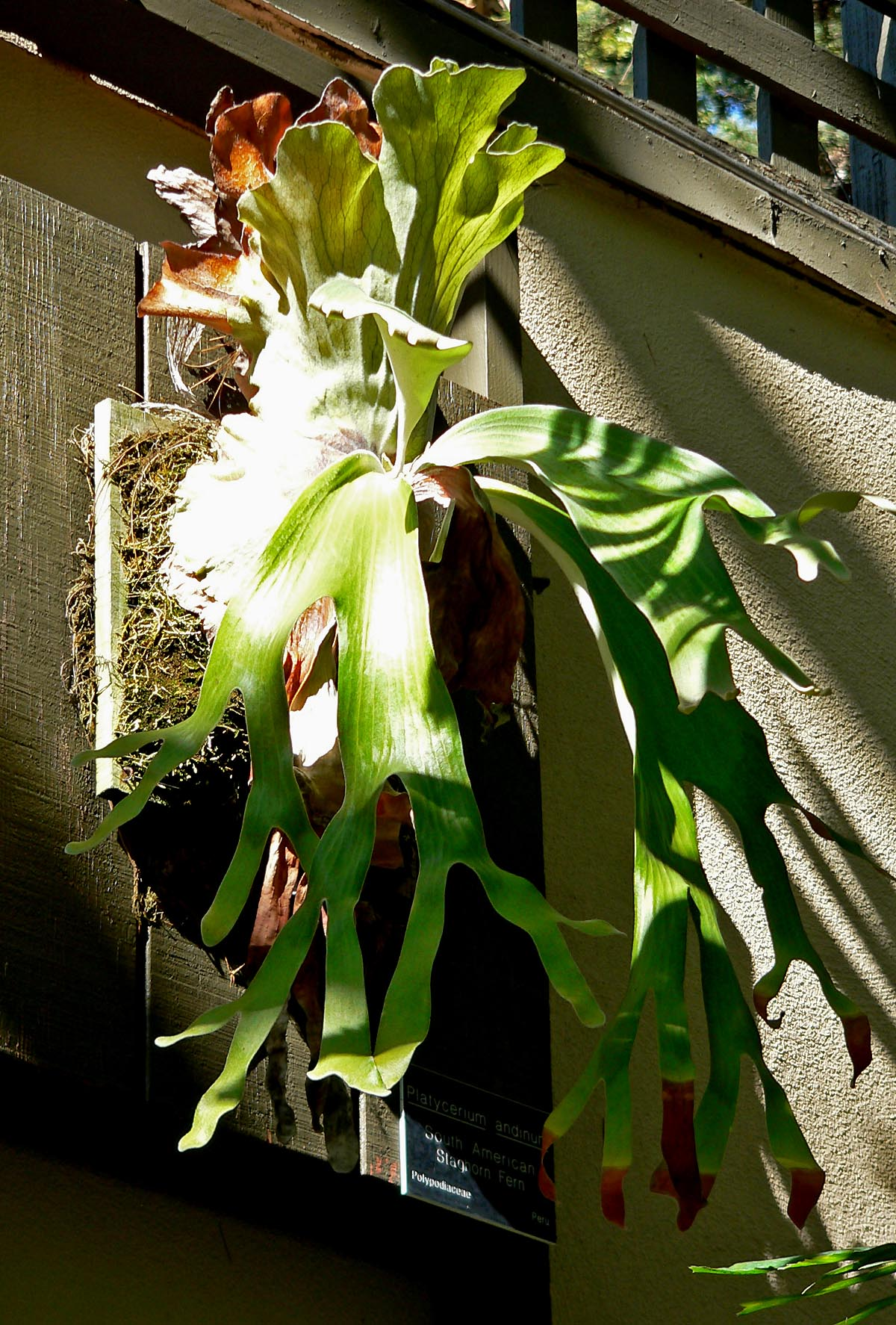